# پویاشری ونکاتشا
 پویاشری ونکاتشا (کنادا: ಪುಜಶ್ರೀ ವೆಂಕಾತೆಷಾ؛ زادهٔ ۲۷ ژوئیهٔ ۱۹۹۰) یک تنیس‌باز اهل هند است.